# دومنوم-ل-دیوز
دومنوم-ل-دیوز (به فرانسوی: Domnom-lès-Dieuze) یک کمون در فرانسه است که در Canton of Dieuze واقع شده‌است.

## خصوصیات
دومنوم-ل-دیوز ۶٫۶۳ کیلومترمربع مساحت و ۹۶ نفر جمعیت دارد و ۲۲۰ متر بالاتر از سطح دریا واقع شده‌است.